# 7088 Ishtar
7088 Ishtar eller 1992 AA är en Jordnära Amor-asteroid som även korsar Mars omloppsbana. Den upptäcktes 1 januari 1992 vid Palomarobservatoriet av de båda amerikanska astronomerna Carolyn S. Shoemaker och Eugene M. Shoemaker. Asteroiden har fått sitt namn efter gudinnan Istar inom mesopotamisk mytologi.

## Måne
4 december 2005 utförde V. Reddy, R. Dyvig, P. Pravec, P. Kusnirak, S. Gajdos, A. Galad och L. Kornos ljuskurvestudier av asteroiden i samarbete mellan University of North Dakota, Ondrejovobservatoriet i Tjeckien och Modraobservatoriet i Slovakien. Utifrån dessa studier rapporterade man att man misstänkte att asteroiden har en måne. Månen uppskattas vara 580 meter i diameter och omloppsbanan runt Ishtar uppskattas ha en halv storaxel på 2,8 kilometer. Ett sådant varv tar 20,64 timmar.